# Чёёря-хурул
Чёёря-хурул — буддийский храм в посёлке Ики-Чонос Целинного района Калмыкии.

## История
Первый Чёёря-хурул был построен в Ики-Чоносе в начале 1903 года. Храм вмещал до двух тысяч верующих. Первым ламой Чёёря-хурула был калмыцкий просветитель, поэт Боован Бадма. В 1913 году при храме была открыта богословская школа Цаннид Чойра, в которой монахи обучались философии и буддийским ритуалам.
С 1920 года в хуруле при Цанид-Чёёря находилась резиденция Шаджин-ламы калмыцкого народа. В 1931 году монастырский комплекс Цанид-Чёёря был передан местной власти. В 1960 году Чёёря-хурул был разобран и строительный материал был использован для школы в посёлке «Ленинский».
Чёёря-хурул был вновь открыт 6 июля 1997 года — в день рождения Его Святейшества Далай-ламы XIV. Однако здание фактически пустовало в течение почти 20 лет. В марте 2009 года по инициативе местных жителей и Шаджин-ламы Тэло Тулку Ринпоче хурул был отремонтирован и вновь открыт.

## Описание
Двухэтажное здание хурула имеет трёхъярусную крышу с позолоченной черепицей. Перед зданием храма, согласно традиции, в два ряда, слева и справа от входных ворот, установлены кюрде— вращающиеся молитвенные цилиндры, в которые заложены буддийские мантры.